# Caeciliidae
Caeciliidae is een familie van wormsalamanders (Gymnophiona). De groep werd voor het eerst wetenschappelijk beschreven door Constantine Samuel Rafinesque-Schmaltz in 1814. Oorspronkelijk werd de wetenschappelijke naam Cecilinia gebruikt.
Er zijn 42 soorten in twee geslachten. Alle soorten komen voor in Midden- en Zuid-Amerika.

## Taxonomie
Familie Caeciliidae
- Geslacht Caecilia
- Geslacht Oscaecilia